# Canthidium granuliferum
Canthidium granuliferum är en skalbaggsart som beskrevs av Guido Pereira 1949. Canthidium granuliferum ingår i släktet Canthidium och familjen bladhorningar. Inga underarter finns listade.